# José Vielma Mora
José Gregorio Vielma Mora (San Cristóbal, Táchira; 26 de octubre de 1964) es un político, abogado y militar venezolano. Fue gobernador del Táchira entre 2013 y 2017, ministro de Comercio Exterior e Inversión Internacional entre 2017 y 2018 y actualmente es diputado a la Asamblea Nacional.

## Actividad estudiantil y militar
Sus estudios primarios los cursó internado en un Colegio de Monjas Carmelitas. Se graduó de bachiller en el Liceo Militar Monseñor Jáuregui de La Grita, al cursar el último año de bachillerato obtuvo el grado de Brigadier Mayor de la Promoción Bicentenario del natalicio del Libertador Simón Bolívar y a su vez obtuvo el puesto de honor número 1, entre 147 alumnos.
Vielma Mora nunca asegura ser fiel creyente de la doctrina católica. Fue monaguillo durante su paso por la Academia Militar, en la que ingresó en 1983 y, en su tercer año, alcanza el grado de brigadier (categoría que se otorga solo a aquellos cadetes que se encuentran entre los primeros en orden de méritos). Egresó en 1987 en la Promoción General de brigada “Tomás Montilla Padrón” con el título de licenciado en Ciencias y Artes Militares.
Se graduó como abogado en la Universidad Santa María, además de realizar dos postgrados. El primero en la Universidad Católica Andrés Bello en Gerencia del Sector Público en Relaciones Laborales y otro en la Universidad Internacional del Caribe (CIDEC - CIU) sobre Tributos Internacionales.

## Intento de golpe de Estado
A sus 28 años, el 4 de febrero de 1992 formó parte del grupo de oficiales que, al mando de Hugo Chávez, participó en el intento de golpe de Estado contra el gobierno del entonces presidente Carlos Andrés Pérez. Vielma Mora, junto a los capitanes Antonio Rojas Suárez y Ronald Blanco La Cruz, tenían como objetivo la toma del Palacio de Miraflores. El golpe de Estado fracasó, siendo encarcelado por dos años en el Cuartel San Carlos. Herma Marksman, quien visitaba constantemente las instalaciones del cuartel, asegura que, de todos los oficiales presos, solo Vielma Mora y Rojas Suárez mantuvieron la serenidad y asumieron las consecuencias de sus actos. “Sabíamos lo que podía ocurrir en caso que fallara el plan” le confesaron a Marskman en una de sus visitas. A su salida del Cuartel San Carlos, se reintegra a las actividades de la Academia Militar, y logra ascender al grado de capitán.

## Trayectoria política
Posteriormente solicita su baja en el ejército y se une al Movimiento Bolivariano Revolucionario - 200 (antecesor del Movimiento V República) para apoyar la candidatura presidencial de Hugo Chávez, el cual, al acceder a la jefatura del estado en 1999. Ya en el gobierno chavista, Vielma Mora comenzó su labor como director de Bienes y Servicios en el Ministerio de Transporte y Comunicaciones. En 1999 fue elegido como miembro de la Asamblea Constituyente de Venezuela en la que representó la circunscripción del estado Miranda. En el año 2000, formó parte de la Comisión Legislativa Nacional.
Es designado Intendente Nacional de Aduanas, cesando en el año 2000. En medio de la severa crisis fiscal derivada del paro petrolero iniciado en diciembre de 2002 y finalizado en enero del año siguiente por los empresarios y la oposición política. El 13 de mayo de 2003, Chávez lo designa en el cargo de Superintendente del Servicio Nacional de Administración Tributaria (SENIAT), organismo que se encarga de la recaudación de impuestos derivados de los tributos internos y de la actividad aduanera. En este organismo, aplicó medidas diseñadas por el presidente Chávez y su gabinete económico con el llamado "Plan Evasión Cero" y "Plan Contrabando Cero".
En febrero de 2008 fue sustituido en el SENIAT por José David Cabello Rondón. Fue un importante candidato por el PSUV para postularse a la Gobernación del Estado Táchira.

### Gobernador
Pero la candidatura a la gobernación de Táchira fue para Leonardo Salcedo, quien resultó perdedor en las elecciones regionales de Venezuela de 2008. Después de la reelección como Presidente de Hugo Chávez Frías el 7 de octubre de 2012 y tomando en cuenta su trayectoria como funcionario público, tres días después, el Partido Socialista Unido de Venezuela lo designó como candidato a la Gobernación del Estado Táchira.
En las elecciones regionales de Venezuela de 2012, Vielma Mora es electo gobernador de Táchira por 54,00 % de los votos. Asumiendo el cargo el día 21 de diciembre de 2012.
En 2017 es nuevamente candidato para la reelección en las elecciones regionales, las cuales pierde frente a Laidy Gómez  realizadas el 15 de octubre, venciendo a  Vielma Mora con el 63,27 % de los votos. El 26 de noviembre de 2017 es nombrado Ministro de Comercio Exterior e Inversión Internacional.

### Carrera posterior
Fue designado ministro de Comercio Exterior e Inversión Extranjera de Venezuela, cargo que ejerció desde noviembre de 2017 hasta mediados de 2018.
En las elecciones de 2020 es electo diputado a la Asamblea Nacional por el estado Carabobo, siendo esto un caso de carpetbagging, algo común entre diversos dirigentes chavistas. En 2021 se postula a gobernador de Carabobo en las primarias del Partido Socialista Unido de Venezuela, buscando derrotar al actual gobernador chavista Rafael Lacava.

### Caso Alex Saab
El 7 de octubre de 2021 fue acusado por la justicia estadounidense de colaborar con Alex Saab en el entramado de empresas para contribuir al desvío de dinero de contratos del programa de alimentos CLAP y de medicinas que entregaba el gobierno venezolano entre 2015 y 2020. El FBI está investigando a Vielma Mora por el caso de una compra de 10 millones de cajas CLAP valorada en 350 millones de dólares en el año 2016 traídas desde México con la empresa Group Grand Limited, de Alex Saab. Vielma manejaba estas operaciones a través de la Comercializadora de Bienes y Servicios del Estado Táchira (Cobiserta), en conjunción con la Corporación Venezolana de Comercio Exterior (Corpovex